# Лоріто червоноголовий
Лорі́то червоноголовий (Geoffroyus geoffroyi) — вид папугоподібних птахів родини Psittaculidae. Мешкає в Австралазії. Вид названий на честь французького натураліста і зоолога Етьєна Жоффруа Сент-Ілера. Виділяють низку підвидів.

## Опис
Довжина птаха становить 20-22 см, вага 130-180 г, розмах крил 13,5-15,5 см. Забарвлення переважно зелене. У дорослих самців щоки, обличчя і горло рожевувато-червоні, потилиця і тім'я синювато-фіолетові. Нижні покривні пера крил яскраво-блакитні. Гузка і нижні покривні пера хвоста жовтувато-зелені. Дзьоб зверху яскоаво-червоний, на кінці тьмяно-жовтий, знизу сірувато-коричневий. Райдужки жовтувато-білі. У самиць обличчя, щоки і горло оливково-коричневі, тім'я червонувато-коричневе, дзьоб повністю сірувато-коричневий. Молоді птахи мають оливковий відтінок, голова у них зеленувата. Політ червоноголових лоріто швидкий, рівний і прямий, схожий на політ шпаків. Птахи цього виду літають над кронами дерев. Голосові сигнали червоноголових лоріто "металеві".

## Підвиди
Виділяють п'ятнадцять підвидів:
- G. g. cyanicollis (Müller, S, 1841) — північні Молуккські острови;
- G. g. obiensis (Finsch, 1868) — острови Обі[en];
- G. g. rhodops (Schlegel, 1864) — південні Молуккські острови;
- G. g. keyensis Finsch, 1868 — острови Кай[en];
- G. g. floresianus Salvadori, 1891 — західні Малі Зондські острови;
- G. g. geoffroyi (Bechstein, 1811) — східні Малі Зондські острови;
- G. g. timorlaoensis Meyer, AB, 1884 — острови Танімбар;
- G. g. pucherani Souancé, 1856 — острови Західного Папуа і півострів Чендравасіх;
- G. g. minor Neumann, 1922 — північ Нової Гвінеї;
- G. g. jobiensis (Meyer, AB, 1874) — острови Япен і Міос-Нум[en];
- G. g. mysorensis (Meyer, AB, 1874) — острови Біак[en] і Нумфор[en];
- G. g. sudestiensis De Vis, 1890 — острови Місіма[en] і Тагула[en] (архіпелаг Луїзіада);
- G. g. cyanicarpus Hartert, E, 1899 — острів Россель[en];
- G. g. aruensis (Gray, GR, 1858) — острови Ару, південь і схід Нової Гвінеї;
- G. g. maclennani (MacGillivray, WDK, 1913) — захід півострова Кейп-Йорк.

## Поширення і екологія
Червоноголові лоріто поширені в Індонезії, Папуа Новій Гвінеї, Східному Тиморі і Австралії. Вони живуть в сухих і вологих рівнинних тропічних лісах, мангрових лісах, чагарникових заростях, на болотах, на узліссях і плантаціях, поблизу річок. Зустрічаються на висоті до 800 м над рівнем моря.

## Поведінка
Червоноголові лоріто зустрічаються парами, в негніздовий період невеликими зграйками. Живляться плодами, ягодами, горіхами, насінням, квітками, бруньками, пагонами, молодим листям, можливо, також личинками комах. Шукають їжу в кронах дерев. В Австралії сезон розмноження триває з серпня по грудень. Червоноголові лоріто гніздяться в дуплах. Незвичним є те, що самиця самостійно робить дупло в гнилій деревині. В кладці 3 яйця.